# 螣蛇十五
蝎虎座9，又名BD+50 3770，HD 214454、SAO 34628、HR 8613，是蝎虎座的一颗恒星，视星等为4.63，位于銀經102.73，銀緯-5.99，其B1900.0坐标为赤經22h 33m 15.8s，赤緯+51° -5.99′ 44″。